# Теранова да Сибари
Терано̀ва да Сѝбари (на италиански: Terranova da Sibari, на местен диалект Terranova da Sìbbari) е градче и община в Южна Италия, провинция Козенца, регион Калабрия. Разположено е на 310 m надморска височина. Населението на общината е 5167 души (към 2012 г.).